# Parco nazionale di Arly
Il parco nazionale di Arli, o Arly, è un parco nazionale situato nel Burkina Faso sud-orientale. Confina con il parco nazionale del Pendjari (nel Benin) a sud e con la riserva di Singou a ovest.
Nel 2017 il parco è stato inserito nella lista dei patrimoni dell'umanità dell'UNESCO insieme al Parco nazionale del Pendjari del Benin, come ampliamento del sito del Parco nazionale W del Niger.
Il parco nazionale di Arli si estende su 760 km² e comprende tutta un'intera varietà di habitat, dalle foreste a galleria lungo i fiumi Arli e Pendjari fino alle savane alberate e alle colline di arenaria della falesia di Gobnangou. Ospita circa 200 elefanti, 200 ippopotami e 100 leoni. Tra le altre specie presenti nel parco figurano bufali, babbuini, eritrocebi e cercopitechi tantalo, facoceri, cinghiali e varie antilopi quali l'alcelafo occidentale e l'antilope roana. Vi sono anche tragelafi striati, cefalofi e cobi
Il parco può essere raggiunto percorrendo l'autostrada N19 attraverso Diapaga (durante la stagione secca anche attraverso Pama). Nel parco nazionale di Arli si trovano numerosi stagni, come a Tounga, dove entro una depressione sorgono due stagni, spesso visitati da un numero variabile di ippopotami che può raggiungere le venti unità.
In passato il parco costituiva anche un rifugio per il licaone dell'Africa occidentale (Lycaon pictus manguensis), ma probabilmente questo canide è scomparso dalla regione a causa dell'aumento della popolazione umana e della mancanza di efficaci misure protettive.